# Atreus (God of War)
Atreus  es un personaje ficticio del universo de God of War creado por Santa Monica Studio. Es hijo de Kratos, y su primera aparición fue en el videojuego God of War de 2018.

## Concepto y creación
Al principio del desarrollo, el director del juego, Cory Barlog, ya tenía en mente cómo se desarrollaría la historia de Kratos y Atreus pero Santa Monica Studio le avisó que la inclusión de Atreus podría resultar muy costosa para el estudio y además representaba un gran reto, por lo que la mejor opción era eliminarlo del desarrollo. Barlog pensó en que si Atreus no estaría en el juego, debía incluir una voz dentro de la cabeza de Kratos, de lo contrario sería demasiado silencioso. Sin embargo, tras escuchar las propuestas de Barlog, Sony decidió darle total libertad creativa, por lo que Atreus fue añadido al juego y además se le dio una gran importancia en la historia. Desde el principio, Atreus fue diseñado para ser un personaje de suma importancia en la historia.
El directo artístico de God of War, Raff Grassetti, tenía un concepto de cómo se verían Kratos y Atreus, pero junto con Cory Barlog, fueron cambiándolo hasta convertirse en el diseño final.

## Biografía ficticia
Atreus es el hijo que Kratos tuvo con una mujer llamada Faye cuando éste emigró a tierras nórdicas. Atreus fue criado por Faye, quien le enseñó a cazar y todo lo que una madre podría enseñarle a su hijo, Kratos sin embargo, se mantenía distante de su propio hijo para ocultarle su verdadera naturaleza: semidiós.
Tras la muerte de Faye, Kratos y Atreus se embarcan en una aventura para cumplir el último deseo de su madre: que sus cenizas sean esparcidas en la montaña más alta de los nueve reinos.
Este viaje no es nada fácil y está lleno de peligros y monstruos que intentarán matarlos. Kratos y Atreus salen de caza mientras el cuerpo de Faye se vuelve cenizas en las llamas, y cuando regresan son atacados por Baldur, Atreus no ve la pelea pero Kratos apenas alcanzó a ganar. Luego Kratos pide a Atreus que de nuevo le demuestre sus habilidades para la caza y Atreus intentó cazar un jabalí, pero cuando el jabalí estaba muy malherido apareció una mujer diciendo que el jabalí era su amigo, así que Kratos y Atreus la ayudaron a llevarlo hasta su casa en el bosque, debajo de una tortuga de tierra gigante. La bruja del bosque reconoce a Kratos de inmediato. La bruja advierte a Kratos que no puede seguir ocultándole a Atreus que ambos son dioses, pero Kratos se niega a contárselo. La bruja decide ayudarlos en su viaje, así que hechiza el arco de Atreus para que pueda disparar flechas mágicas.
Atreus y Kratos viajan a otros reinos antes de seguir con su camino, ya que resulta que según Mimir (un sabio atrapado en un árbol), la montaña más alta de los nueve reinos se encuentra en Jötunheim. Para ir, Kratos y Atreus cortan la cabeza de Mimir a petición de él, para acompañarlos en su viaje. Con la ayuda de la bruja del bosque, que tras revivir la cabeza de Mimir se descubre que es Freyja, Atreus despierta cuando enferma debido a que no controla su naturaleza.
Atreus forja una amistad con Freyja y Mímir, y también con Brok y Sindri, dos enanos herreros y vendedores.
A lo largo del viaje, Kratos y Atreus van creando una fuerte relación de padre e hijo, incluso cuando Kratos le revela que son dioses y Atreus se vuelve rebelde, pero posteriormente se reforma con el tiempo. Pelean contra los hijos de Thor, Móði y Magni, Kratos asesina a Magni y más tarde Atreus asesina a Móði en un arrebato de ira incontrolable.
Al final del juego, y tras esparcir las cenizas de su madre en la montaña más alta de Jötunheim, se revela que Faye era en realidad una gigante y que ella quería llamar a Atreus de otra forma, Loki, pero Kratos se decidió por Atreus en honor a su amigo de armas fallecido en batalla, Atreus de Esparta, quien según Kratos era capaz de ser feliz en un mundo lleno de guerras y muerte.
Tras terminar su viaje y volver a casa, Atreus tiene un presagio en forma de sueño mientras duerme en el que Thor llega a su casa años más tarde para vengarse por la muerte de sus hijos.

## Poderes y habilidades
Al ser un semidiós, Atreus posee fuerza y agilidad sobrehumana al igual que Kratos. Y además posee una gran habilidad con todas las lenguas, incluso puede comunicarse con los animales y hasta con Jörmundgander. También es capaz de liberar la Ira de Esparta, pero no es capaz de controlarla aún, por lo que al hacerlo queda inconsciente.